# Marcus di Giuseppe
Marcus di Giuseppe o Bica (São Paulo, 12 de marzo de 1972) es un exfutbolista brasileño que jugaba como delantero. Actualmente es agente de futbolistas.

## Trayectoria
En su país pasó por clubes como São Paulo, Botafogo (Ribeirão Preto), Taquaritinga, Rio Branco y Portuguesa Santista.
Bica jugó por una serie de clubes en Perú, incluyendo Sporting Cristal, donde mejor le fue. Anotó dieciséis goles, tres de ellos por Copa Libertadores de América, siendo los más recordados los anotados al Bolívar de La Paz tanto en la ciudad de La Paz como en Lima. El camerunés Thomas N’Kono (arquero rival de Perú en el Mundial de España 1982) fue el encargado de recoger de sus redes los balones luego de los zapatazos del buen delantero cervecero. A finales de año, se coronaría campeón con el equipo luego de una gran campaña.
Luego de jugar en el fútbol austriaco, Bica jugaría por Deportivo Municipal, Sport Boys y Universitario de Deportes, entre otros equipos peruanos. También tuvo un paso por el Paniliakos griego y por la Premier League jugando por el Sunderland.
Actualmente es socio del São Paulo FC y agente de futbolistas en Overlap Soccer & Marketing.

## Clubes
| Club                      | País       | Año       |
| ------------------------- | ---------- | --------- |
| São Paulo FC              | Brasil     | 1994      |
| Sporting Cristal          | Perú       | 1995      |
| Casino Salzburgo          | Austria    | 1996      |
| Deportivo Municipal       | Perú       | 1997      |
| Paniliakos                | Grecia     | 1997-1998 |
| Sport Boys                | Perú       | 1998-1999 |
| Sunderland                | Inglaterra | 1999      |
| Walsall                   | Inglaterra | 1999      |
| Universitario de Deportes | Perú       | 2000      |
| Danubio                   | Uruguay    | 2001      |
| Deportivo Wanka           | Perú       | 2002      |
| Estudiantes de Medicina   | Perú       | 2003-2004 |
| Coronel Bolognesi         | Perú       | 2004-2005 |

## Palmarés

### Campeonatos nacionales
| Título                    | Club                      | País | Año  |
| ------------------------- | ------------------------- | ---- | ---- |
| Primera división del Perú | Sporting Cristal          | Perú | 1995 |
| Primera división del Perú | Universitario de Deportes | Perú | 2000 |